# Anton von Lowtzow

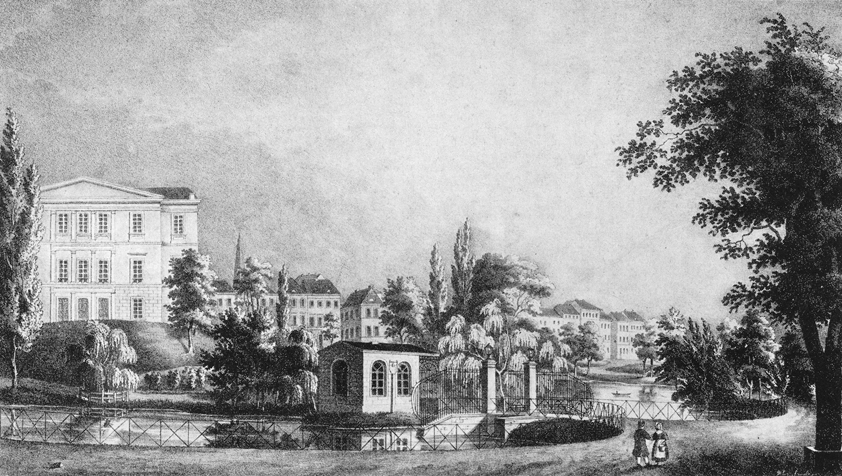
Bremer Stadttheater und Bischofstor, Lithografie von F. J. Tempeltey nach einer Zeichnung von A. v. Lowtzow 1851/52

Ernst Christian Anton von Lowtzow, meist Anton von Lowtzow, (* vor 1842; † nach 1855) war ein deutscher Kunstmaler, der.

## Biografie
Von Lowtzow lebte von um 1842 bis 1855 in Bremen und wirkte zunächst als Theatermaler. Später machte er vor allem Porträts. Mehr als 30 Zeichnungen und Stadtansichten von Bremen und Bremerhaven sind bekannt.

Das Focke-Museum besitzt außer Stadtansichten auch ein Schiffsgemälde von ihm. Zudem gab er Zeichenunterricht. Zu bedeutenden Zeugnissen der Bremer Baugeschichte wurden seine Zeichnungen öffentlicher Gebäude und der Bremer Wallanlagen, die als Vorlagen für Lithografien Friedrich Julius Tempelteys dienten, veröffentlicht 1851 und 1852. Sein großes Panorama von Bremen wurde allerdings von August Carl Haun (1815–1894) gedruckt. Ganz oder teilweise verschollen sind seine Aquarelle in einer – wohl späten – Abschrift der eigentlich im 17. Jahrhundert entstandenen Koster-Chronik.